# ريك ديمبسي
ريك ديمبسي (بالإنجليزية: Rick Dempsey)‏ هو لاعب كرة قاعدة أمريكي، ولد في 13 سبتمبر 1949 في فايتيفيل في الولايات المتحدة.

## وصلات خارجية
- ريك ديمبسي على موقع دوري كرة القاعدة الرئيسي (الإنجليزية)
- ريك ديمبسي على موقعبيزبول رفرنس.كوم (الدوري الرئيسي) (الإنجليزية)
- ريك ديمبسي على موقعبيزبول رفرنس.كوم (الدوري الثانوي) (الإنجليزية)
- ريك ديمبسي على موقع جمعية أبحاث البيسبول الأمريكية (الإنجليزية)
- ريك ديمبسي على موقع إي إس بي إن.كوم (أم.أل.بي) (الإنجليزية)
- ريك ديمبسي على موقع مشجعي الرسوم البيانية (الإنجليزية)